# Brizio di Tours
Brizio di Tours (in latino Brictius; Turenna, IV secolo – Tours, 444) è stato un vescovo cristiano, venerato come santo dalla chiesa cattolica e ortodossa. La sua Solennità ricorre il 13 novembre, giorno della sua deposizione.

## Biografia
Le vicende della sua vita ci sono perlopiù note da una biografia redatta da Gregorio di Tours.
Fu educato da san Martino nel monastero di Marmoutier, dove prese i voti, ma aveva un carattere ribelle e polemico. Pretendendo di avere schiavi e cavalli, era tacitamente biasimato dai monaci e dallo stesso Martino. Per vendicarsi, tentò più volte di cogliere in fallo l'irreprensibile maestro, ma invano, sicché finì per deriderlo pubblicamente. Dal canto suo, nonostante le pressioni dei monaci, Martino sopportava e perdonava ogni malefatta dell'allievo. Celebre è rimasta la frase di san Martino in risposta ai monaci che chiedevano il suo intervento:
«	
Se Cristo ha sopportato Giuda, non debbo io sopportare Brizio? »
Ad ogni modo, nel 397 Brizio succedette a Martino sulla cattedra di Tours, non senza l'avversità degli altri prelati, reggendo la diocesi per trentatré anni; Ma alcuni nemici, invidiosi della sua fama, per screditarlo, accusarono Brizio di empietà. Assoldarono una donna di facili costumi e la indussero ad accusare il vescovo. Brizio, sicuro della propria onestà, volle che il figlio nato dalla donna che lo aveva calunniato, dichiarasse in pubblico chi era il proprio genitore. E per miracolo il bambino, che aveva solo tre mesi di vita, parlò e dichiarò esplicitamente che Brizio non era suo padre. Nonostante i presenti insistessero perché il bambino rivelasse il nome del proprio genitore, Brizio non volle accusare altri, ma solo tutelare il proprio onore. E siccome i suoi nemici asserivano che aveva fatto parlare il bambino per diabolica magia, Brizio riempì la mitria di brace accesa e la portò, senza la minima ustione, fino al sepolcro di san Martino. Ma nonostante gli eventi miracolosi, i suoi oppositori continuarono a diffamarlo, sicché dovette ritirarsi a Roma, sperando nella riabilitazione da parte del pontefice Sisto III e la ottenne sette anni dopo, potendo quindi ritornare a Tours accolto dalla folla acclamante (437).
Morì nel 444 e fu sepolto il 13 novembre nella chiesa di San Martino da Brizio stesso edificata. Il suo culto era fiorente a Tours già pochi anni dopo la morte. In tale data è ricordato nel Martirologio romano e geronimiano.

## Il saccheggio delle Reliquie
Leggendo la traduzione di una lettera di un presule francese si deduce che:
La tomba di san Brizio ch'era nella chiesa di San Martino fu distrutta con la distruzione della chiesa stessa nel 1799; nelle cronache dei vari saccheggi avvenuti a Tours da parte dei Normanni, nella seconda metà del IX secolo, tra le immense devastazioni, non si fa menzione di un'esumazione del corpo di san Brizio. Si crede invece che le ossa di san Brizio furono esumate nel 913, collocate in una cassa d'argento, e riconosciute una seconda volta nel 1185. Nel 1413 la cassa di san Brizio fu deposta in un magnifico reliquiario assieme a quelle dei santi Perpetuo, Eustochio, Eufronio e Gregorio di Tours. Le cinque casse d'argento formano come una corte attorno alla cassa di san Martino su un impiantito ornato d'oro e di pietre preziose sotto una cupola dorata, sorretta da otto colonne di rame cesellato, illuminata da venti lampade d'argento. Tutto questo venne però distrutto dagli Ugonotti il 15 maggio 1562. Vi è però un processo verbale sul saccheggio di San Martino compiuto dagli Ugonotti: nessuna reliquia sfuggi al saccheggio; esse furono bruciate. Qualche frammento n'era stato preso, per devozione, prima del saccheggio e venne conservato nella cattedrale di Tours; da li, qualche secolo dopo, venne traslato nella cittadina di Calimera in quanto Brizio ne era il santo protettore. Nella parrocchia di Calimera si hanno due reliquie di san Brizio: la prima, più antica, che reca la scritta "Ex ossibus S.Britii episc.Turonensis", e non si sa da dove sia venuta; la seconda reliquia, quella attuale, è un osso del cranio. Questa era conservata nel convento delle carmelitane scalze, in Francia. Nel 1880 circa, l'arciprete di Calimera, Luigi Gabrieli, grazie al suo concittadino D'Onofrio, missionario di San Vincenzo in Francia, riuscì ad ottenere uno scambio di reliquie: l'ossicino del cranio di san Brizio fu portato alla matrice di Calimera e alcune ossa dei SS. Martiri di Otranto vennero traslate nella sede episcopale di Tours.

## Culto in Italia

### Calimera di Lecce
San Brizio è patrono di Calimera, in provincia di Lecce già dal 1600. Qui la festività in onore del santo ricorre il 13 novembre con la solenne processione per le vie del paese ed è anche detta San Brizio de li turdi perché coincide con l'arrivo dei tordi (uccelli migratori). La festa principale, però, con luminarie, concerti bandistici e fuochi pirotecnici, ricorre nei giorni 28 e 29 del mese di luglio nella quale viene ricordata la traslazione della reliquia, un piccolo frammento del cranio salvato dal rogo delle spoglie mortali del Santo provocato dagli Ugonotti, avvenuta nel luglio del 1594 e che, ancora oggi, è custodita preziosamente nella chiesa parrocchiale.
La tradizione vuole che fu Brizio stesso a richiedere il patronato sulla cittadina. Apparve in sogno, infatti, a Cordulo, un soldato calimerese trovatosi a Tours tra il XIV e il XV secolo e desideroso di tornare in patria. Nel sogno il santo vescovo gli indicò la strada per il mare dove gli promise che avrebbe trovato una barca che lo avrebbe riportato nel paese natìo. La mattina l'uomo fece come indicato dal santo e, giunto sulla riva, trovò la barca promessa. Saliti sulla barca, Cordulo e il barcaiolo -Brizio stesso- giunsero sulle coste salentine in breve tempo. Arrivati all'ingresso settentrionale di Calimera, nel luogo in cui oggi sorge una colonna commemorativa, il santo chiese al soldato di edificargli una cappella dichiarando di voler prendere il paese sotto la sua protezione. Così fu fatto e nel luogo del commiato tra Brizio e Cordulo venne eretto un piccolo tempio ricostruito ed ingrandito una prima volta nel 1771 e una seconda nel secolo scorso, assumendo in quest'ultima occasione anche il ruolo di sacrario militare.
A sostegno della storicità della figura di Cordulo c'è un inventario dell'anno 1410 in cui compaiono: l'ortale di Angelo Cordulli; iuxta le olive de Iohanne Cordulli; la chesura de lo Corduli. La presenza della famiglia Cordulo è attestata anche a Galatina.
```
La protezione del santo vescovo su Calimera si manifestò in diverse occasioni. Avrebbe salvato il paese da un terremoto durante il XVIII secolo e nel 1848 avrebbe impedito ad un devastante uragano di danneggiare l'abitato.
```

Antichissimo è l'inno, un tempo in latino, Ave Brizio:
Ave Brizio, Tutor nostro

ave pastor inclito!

Te financo, o meraviglia!

dicon casto i pargoli

e le fiamme anch'esse puro

candido dimostrano;

presso Cristo, per noi rei,

degnati di intercedere

e nell'ora della morte

tu soccorri i miseri.

Tu ci hai eletti e tu ci ottieni;

i celesti gaudi. Amen

### Nel resto d'Italia
San Brizio è, inoltre, patrono di Saone, frazione del comune di Tione, in provincia di Trento. Il culto sembra risalire al tempo in cui le armate di Carlo Magno (forse al seguito dello stesso imperatore) transitarono nella zona; a supporto di questa tesi, molte chiese dei dintorni sono dedicate al predecessore di Brizio, San Martino (come nel caso della vicina Zuclo). Il giorno di San Brizio ricade nel periodo della raccolta delle verze, pietanza tipica della festività (da cui il detto San Brizio delle verze).
È anche patrono di Olginasio di Besozzo.
In Umbria San Brizio è patrono della frazione del comune di Spoleto chiamata San Brizio a cui al santo è dedicata la parrocchiale. San Brizio è anche il nome della frazione del comune di Marmirolo, dove il santo è anche lì il protettore.
A San Brizio è dedicata una cappella all'interno del Duomo di Orvieto, ritenuta un caposaldo della pittura rinascimentale italiana: la decorazione pittorica, avviata nel 1447 dal Beato Angelico insieme a Benozzo Gozzoli, fu conclusa tra il 1499 e il 1502 circa, da Luca Signorelli con grandiose scene apocalittiche, pervase da un senso di soverchiante terrore di matrice savonaroliana.
Anche a Domodossola, la chiesa parrocchiale della frazione Vagna è dedicata a San Brizio, patrono della località.
È inoltre patrono del comune di Cossogno (VB), dove gli è intitolata anche la chiesa parrocchiale.
Nella frazione di Papigno (comune di Terni) la Chiesa parrocchiale è intitolata a Santa Maria Annunziata e San Brizio che è anche il copatrono del Paese.
Nella frazione di Samperone (comune di Certosa di Pavia) la Chiesa parrocchiale è a lui intitolata.
Il patrono di San Brizio è anche celebrato il 13 novembre nel paese valdostano di Avise e nella piccola frazione di Nova, nel comune valtellinese di Vervio.

## Aspetti pagani
Secondo lo studioso Jacques Brosse, dalla vita di San Brizio emergono numerosi aspetti che si ricollegano alla cultura pagana, in particolare a quella celtica. Ad esempio, il cosiddetto Albero di san Martino, un grande olmo che sorgeva presso Chinon e citato nel Gargantua e Pantagruel di Rabelais, si sarebbe originato dopo che Brizio ebbe piantato nel terreno il proprio bordone e quello di Martino, facendoli radicare. Il fatto che si vestisse sempre di bianco fa poi pensare che il vescovo fosse un druido. Il suo nome, inoltre, avrebbe la stessa radice di Brigid, la dea celtica del fuoco, e questa affinità gli permise di uscire indenne dall'ordalia a cui fu sottoposto per provare la sua innocenza nel caso della monaca incinta. Infine, l'opposizione a Martino sarebbe sorta per il legame che Brizio ancora aveva alle tradizioni pagane.